# Forsyth (Montana)
Forsyth è una città degli Stati Uniti d'America situata in Montana, nella contea di Rosebud.